# 10天戀愛有限期
《10天戀愛有限期》（英語：How to Lose a Guy in 10 Days）是2003年由唐納德·佩特瑞执导，姬·韓遜和马修·麦康纳主演的浪漫喜剧电影。影片改编自米歇尔·亚历山大和珍妮·朗绘画的同名繪本。

## 评价
根据爛番茄网站上收集的150条评论，该片的好评率为42%，平均评分为5/10。该网站的评论一致认为“马修·麦康纳和凯特·哈德森在一起很迷人，但他们无法克服《10天戀愛有限期》荒谬的假设和老套乏味的剧本。”Metacritic根据31位影评人的评分，给该片打出了45分的加权平均分（满分100分），表示“评价不一或一般”。

## 票房
该片于2003年2月7日上映，首周末收入2378万美元。该片在美国的最终总票房为1.058亿美元，国际票房为7160万美元。